# Arna gamle stasjon
Arna gamle stasjon (het oude station van Arna), is een spoorwegstation in Arna in de  gemeente Bergen in Noorwegen. Het station staat aan Vossebanen. Het werd in 1964 gesloten nadat de lijn naar Bergen door het gereedkomen van de Ulrikstunnel werd ingekort. De nieuwe lijn komt in Arna even uit de tunnel, waar het nieuwe station werd gebouwd. 
Het oude stationsgebouw dateert uit 1883 en werd ontworpen door Balthzar Lange. De oude lijn wordt nu gebruikt door de museumlijn Gamle Vossebanen. 